# 粗忽長屋
『粗忽長屋』（そこつながや）は、古典落語の演目。粗忽者（間の抜けた人物）の男が、行き倒れの人物を知り合いだと勘違いし、連れてこられた知り合いも粗忽者で、「自分が死んだ」と言われて起こる騒動を描く。
多数ある粗忽者が題材となる落語の中でも代表作とされるが、演出は非常にむずかしいと評される。武藤禎夫は「（粗忽者の）不自然な心理を不自然と感じさせずに笑わせるには、上乗な筋の運びの力にもよるが、演者の力量も必要とし、滑稽の多いわりには苦心がいるという」と評している。5代目柳家小さんが4代目から教わった2つの演目の一つで、5代目小さんは粗忽者を扱った噺の中では「いちばんむずかしい」と述べている。
原話については、百科事典類では以下の2説がある。
1. 寛政年間（1789年 - 1801年）に出版された『絵本噺山科』の一編「水の月」[1]
2. 『新話笑眉』（1712年）[4]

武藤禎夫は、宝永5年（1708年）の『かす市頓作』第3巻「袈裟切にあぶなひ事」（自分に似た男が切られたと聞いて現場にいった人物が「ああうれしや、おれではない」という内容）を同工の古い作品として挙げ、それが『新話笑眉』収録「五兵衛の安堵」や『軽口蓬莱山』第1巻「どふ合点したこれの八蔵」（享保18年・1733年）、『軽口夜明烏』上巻「片意地」（天明3年・1783年）、『絵本話山科』第2巻「水の月」などに再び現れたとしている。喜久亭寿暁の演題集『滑稽集』に「そゝかしい男 おれでハない」という記述が見えることから、「この種の小咄に肉付けされたものが、すでに口演されていた」と武藤は記している。
また、これを改作したものに『永代橋』がある。

## あらすじ
浅草観音詣でに来た八五郎は、昨晩、身元不明の行き倒れが出た現場に出くわす。役人たちは通行人らに死体を見せ、知り合いを探していた。死体の顔を見た八五郎は、同じ長屋の熊五郎だと言うが、同時に「今朝、体調が悪いと言っていた」というので、周りの人たちは、行き倒れが出たのは昨晩だから人違いだと指摘する。しかし、八五郎は聞く耳を持たず、熊五郎本人を連れてくると言って長屋へと引き返す。
長屋へ帰ってきた八五郎は、熊五郎に対し、お前が浅草寺の近くで死んでいたと言う。熊五郎は自分はこの通り生きていると反論するが、八五郎はお前は粗忽者だから死んだことに気づいていないなどと言い返し、最終的に熊五郎は言いくるめられ、自分は死んでしまったと納得する。そして熊五郎は自分の死体を引き取るために、八五郎と共に浅草寺へ向かう。
浅草観音に着いた熊五郎は、死人の顔を改めて間違いなく俺だと言う。周囲の者たちはそんなわけはないと呆れるが、熊五郎も八五郎も納得せず、しまいに熊五郎は自らの死体を担いで帰ろうとする。役人たちが止めに入り、侃々諤々の押し問答となる。そしてそのやり取りが佳境に入ったころ、熊五郎は「どうもわからなくなった」とつぶやく。「抱かれてるのは確かに俺だが、抱いてる俺はいってえ誰だろう？」